# Scremby
Scremby – wieś w Anglii, w Lincolnshire. Leży 47.4 km od Lincoln i 187 km od Londynu. W 1961 roku civil parish liczyła 85 mieszkańców.
Scremby jest wspomniana w Domesday Book (1086) jako Screnbi.